# Cinemateca Capitólio
A Cinemateca Capitólio é um centro cultural localizado no Centro Histórico de Porto Alegre dedicado à preservação cinematográfica e exibição de filmes. Situa-se no histórico Cine-Theatro Capitólio, um prédio de estilo eclético de influência açoriana projetado pelo engenheiro Domingos Rocco e inaugurado em 12 de outubro de 1928. No espaço, que teve como seu primeiro proprietário Luis Fallace, ocorriam peças de teatro, projeção de filmes, balés, concursos de misses e espetáculos de mágica. Com a reforma do local em 2015, foi transformado numa cinemateca.
Ao longo das décadas de 1920 e 1930, realizou ainda outras atividades culturais, mas efetivou sua principal atração na difusão do cinema. Tinha contrato de exclusividade com as duas maiores produtoras de filmes da época: a United Artists e a RKO Pictures. Posteriormente, passou a lançar com exclusividade em Porto Alegre os filmes produzidos pela Vera Cruz, Warner Bros. e Columbia Pictures.
Passou por um longo período de decadência a partir da década de 1960 que culminou em seu fechamento em 1994. O município de Porto Alegre tornou-se proprietário do edifício no ano seguinte. Em 2002, foi municipalmente tombado e, em dezembro de 2006, tombado estadualmente pelo IPHAE, retomando suas atividades em 27 de março de 2015, exibindo o curta Início do Fim e o longa de ficção gaúcho Vento Norte. Atualmente, possui uma sala de cinema com 165 assentos, uma galeria de exposições e uma biblioteca que funciona como centro de documentação e memória.

## História

### Primeiros anos

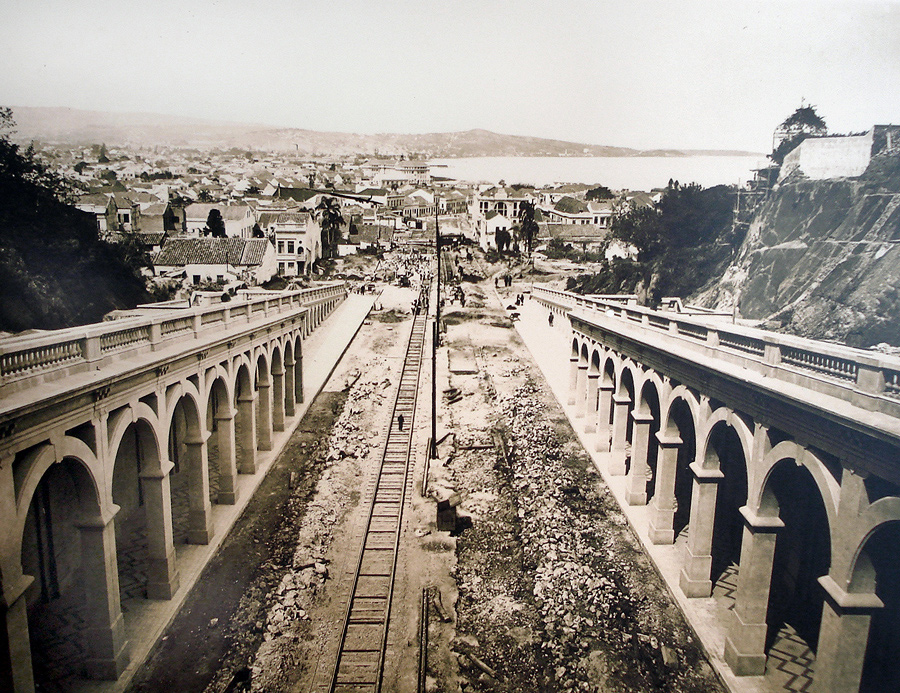
Abertura da Avenida Borges de Medeiros e construção do Viaduto Otávio Rocha.

Durante a década de 1920 foram abertas diversas salas de cinema de calçada em Porto Alegre, principalmente na Rua da Praia e no Largo de Medeiros. Assim, foi criada uma espécie de "Cinelândia Gaúcha". A Porto Alegre de 1928 passava por um período de remodelação urbana iniciado no mandato de Otávio Rocha, dado o início da construção da Avenida Borges de Medeiros. Nesse contexto, no intuito de embelezar a futura avenida e trazer empreendimentos, começou-se a construção do Cine-Theatro Capitólio.
A edificação foi projetada pelo engenheiro paulistano Domingos Rocco com um estilo eclético e com influências açorianas. O "Capitólio", como ficou conhecido, foi construído na recém inaugurada esquina entre a Avenida Borges de Medeiros e a Rua Demétrio Ribeiro e era de propriedade do alfaiate Luis Fallace; na época, foi considerado o maior e mais completo complexo de diversões na cidade.
Teve sua inauguração em 12 de outubro de 1928 exibindo o filme Casanova. Originalmente, o prédio, além de ser um cinema, também apresentava balés, concursos de misses, matinês e peças de teatro, contendo uma capacidade para 1 295 lugares, numa área de 1,3 mil metros quadrados, com sua sala de projeções sendo inspirada numa ópera e com cadeiras de veludo vermelho escuro dispostas como assentos. Na época, efetivou um contrato de exclusividade com duas maiores produtoras de filmes do período: a United Artists e a RKO Pictures. Sendo assim, o local era frequentado pela alta sociedade porto-alegrense por ser considerado luxuoso e bem localizado.

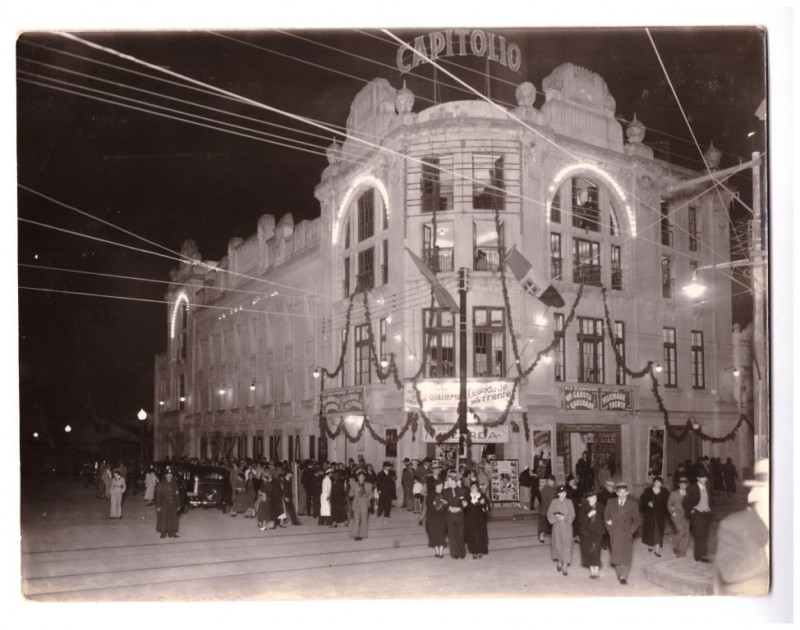
Fachada do Capitólio na década de 1930

Em 1.º de janeiro de 1929, o Capitólio realizou sua primeira matinê, exibindo O Monstro de Circo em celebração ao aniversário do jornal A Federação. Apesar do prestígio, enfrentou tensões quando o intendente Otávio Rocha instituiu uma taxa especial para cinemas, levando a uma greve da categoria. O Capitólio, próximo aos políticos da cidade, foi um dos poucos a continuar operando durante o protesto, destacando-se como um espaço cultural de relevância e também de controvérsias políticas. Logo, ganhou o reconhecimento dos distribuidores e passou a lançar com exclusividade os filmes produzidos pela Vera Cruz, Warner Bros. e Columbia Pictures. Em 1935, o cinema passou por sua primeira reforma: sua capacidade foi aumentada para 1,5 mil lugares e o sistema de som foi modernizado. Na época, era comum que o público buscasse espaços como o Capitólio para apenas assistir aos filmes; em consequência, o hábito de animar o início das sessões com espetáculos de música, mágica ou esquetes teatrais passou a cair em desuso. Posteriormente, as exposições de arte e concursos de misses também foram menos recorrentes no espaço por conta da criação de outros locais em Porto Alegre definidos para atividades supracitadas.

### Decadência
A década de 1960 marcou o início da decadência do Cine Capitólio; o cinema começou a perder muito público com a chegada dos televisores, videolocadoras e do aumento sistemático de poder aquisitivo das famílias gaúchas, que passaram a destinar grandes temporadas no litoral. Além disso, com a ditadura militar resultante do Golpe de 1964, houve uma grande onda de censura aos cinemas nacionais de modo recorrente e escancarado, com muitos filmes tendo suas exibições proibidas, outros sendo cortados ou censurados parcialmente. A época caracterizou o fato de que, ir ao cinema, em alguns casos, era um ato de rebeldia. Em 1969, após quatro décadas como um dos principais cinemas da cidade, o espaço foi arrendado e reformado, passando a se chamar Cine Première; essa mudança inferiu uma crise de identidade que acentuou a descaracterização entre o espaço cultural e seus frequentadores. Em 1979, o prédio passou por uma nova intervenção: o nome original, Cine Capitólio, foi restaurado, numa tentativa de recuperar parte da sua tradição e importância cultural.
No início de 1988, houve mais uma reforma no Capitólio, levando o prédio a fechar durante um mês, a reabertura se deu no dia 5 de março com a exibição do Hamlet. Nesta reforma, a tela foi lavada e a casa ganhou uma moderna aparelhagem de projeção, além de melhorias sonoras, os banheiros foram modernizados, os tapetes trocados e foi realizada uma instalação primária do sistema de ventilação, que prometia conforto. Após esta reforma, o Capitólio teve um breve aumento do público, fomentando a esperança de resgatar a popularidade das décadas anteriores; mas com a chegada dos Shopping Centers, a era de ouro das salas de cinema de calçada chegava ao fim. A população não considerava mais o Centro Histórico um local seguro por conta da violência urbana; e com o aumento de pessoas com automóveis, shoppings com estacionamento foram sendo preferidos ao invés de cinemas e espaços abertos. Nesta época, o Capitólio começou a exibir apenas filmes pornográficos para tentar competir com os cinemas locais.
O fim do contrato com a Fama Filmes e a devolução do prédio aos seus proprietários marcaram a crise final. A Prefeitura Municipal pressionava por reformas de segurança e ameaçou cancelar a licença de funcionamento do prédio, mas os novos arrendatários e administradores não tinham recursos para atender às exigências. Em 30 de junho de 1994, o Capitólio fechou suas portas em meio ao encerramento de outros cinemas icônicos de calçada em Porto Alegre, como o São João e o Marrocos, num momento que delineou a decadência de um período cultural vibrante. Em 1995, durante a gestão do então prefeito Tarso Genro, passou a ser propriedade do município; em 2002, ocorreu o tombamento municipal e em dezembro de 2006 o tombamento estadual. O pedido de tombamento estadual foi feito ao IPHAE pela direção do Instituto Estadual de Cinema, em 2006.

### Revitalização e retomada das atividades

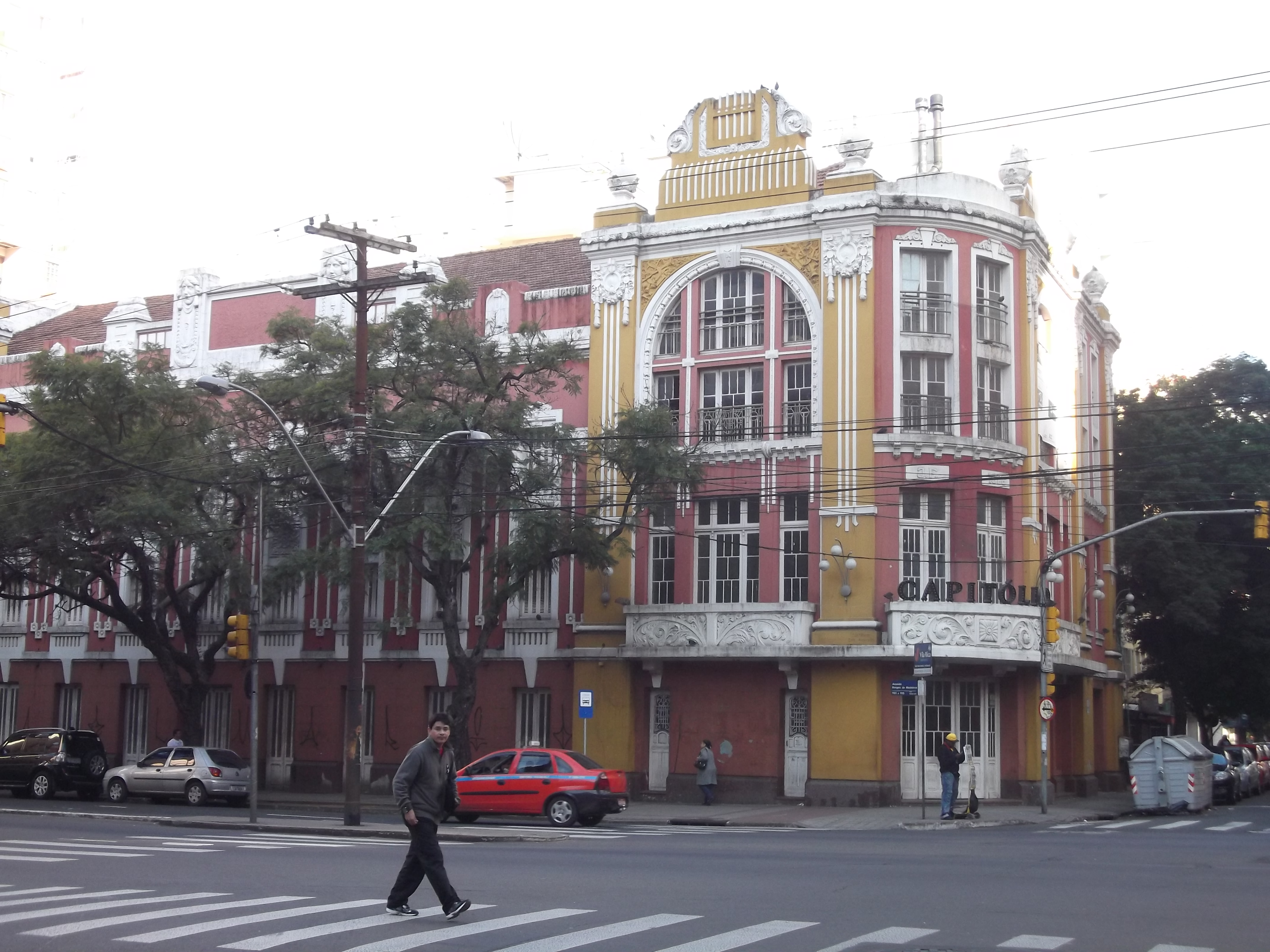
A esquina onde fica o capitólio

A ideia da Cinemateca Capitólio surgiu em 2001, quando a comunidade cinematográfica do Rio Grande do Sul, por meio da Associação Profissional de Técnicos Cinematográficos, iniciou um movimento para restaurar o antigo Cine-Theatro Capitólio, transformando-o em um espaço dedicado à preservação e difusão da linguagem audiovisual gaúcha. Em 2003, a Prefeitura de Porto Alegre firmou uma parceria com a Fundacine e a Associação de Amigos do Capitólio a fim de viabilizar o projeto. O orçamento inicial da obra foi de 6,5 milhões de reais, sendo viabilizado, inicialmente, com o patrocínio de quatro milhões oferecido pela Petrobras, que possibilitou a primeira fase da restauração, ocorrida entre 2004 e 2006. Ao longo do período foram feitas reformas estruturais no prédio, como a recuperação das fachadas e dos interiores, além de adaptações para que o local pudesse receber as instalações e equipamentos necessários para se tornar uma cinemateca. Nos anos seguintes, a Fundacine continuou a buscar novos recursos para a continuidade do projeto.
Em 2010, o BNDES destinou 1,1 milhão de reais à reforma, permitindo melhorias nos sistemas elétricos e de climatização do prédio, além da compra de móveis e equipamentos necessários. Com o edifício desocupado por um período de cinco anos, constatou-se a necessidade de adaptações adicionais, o que aumentou os custos. No ano seguinte, foi firmado um convênio entre a Prefeitura de Porto Alegre e o Ministério da Cultura (MinC), garantindo um milhão de reais, sendo oitocentos mil do MinC e duzentos mil de contrapartida da Prefeitura.
A terceira fase da restauração, iniciada em 2012, envolveu obras civis de reparo e a aquisição de equipamentos de projeção e som. A obra foi entregue em abril de 2014 com todas as reformas estruturais concluídas. Ao mesmo tempo, continuaram os processos de compra de mobílias, equipamentos de informática e telefonia, além de melhorias no sistema de climatização e adaptação do espaço para a prevenção de incêndios. Após ser adiada cinco vezes por conta do não cumprimento do Plano de Prevenção Contra Incêndios (PPCI), a conclusão do processo foi marcada pela reabertura definitiva ao público, no dia 27 de março de 2015. A data fazia parte da programação do aniversário de 243 anos de Porto Alegre; a reinauguração coincidiu com o Dia do Cinema Gaúcho, onde foi exibido Vento Norte, de Salomão Scliar, o primeiro longa-metragem de ficção com som realizado no Rio Grande do Sul e o curta-metragem Início do Fim, de Gustavo Spolidoro. O Capitólio, então restaurado, passou a ser um importante centro de preservação do patrimônio audiovisual, consolidando-se como um espaço cultural essencial na cidade.

## Prédio

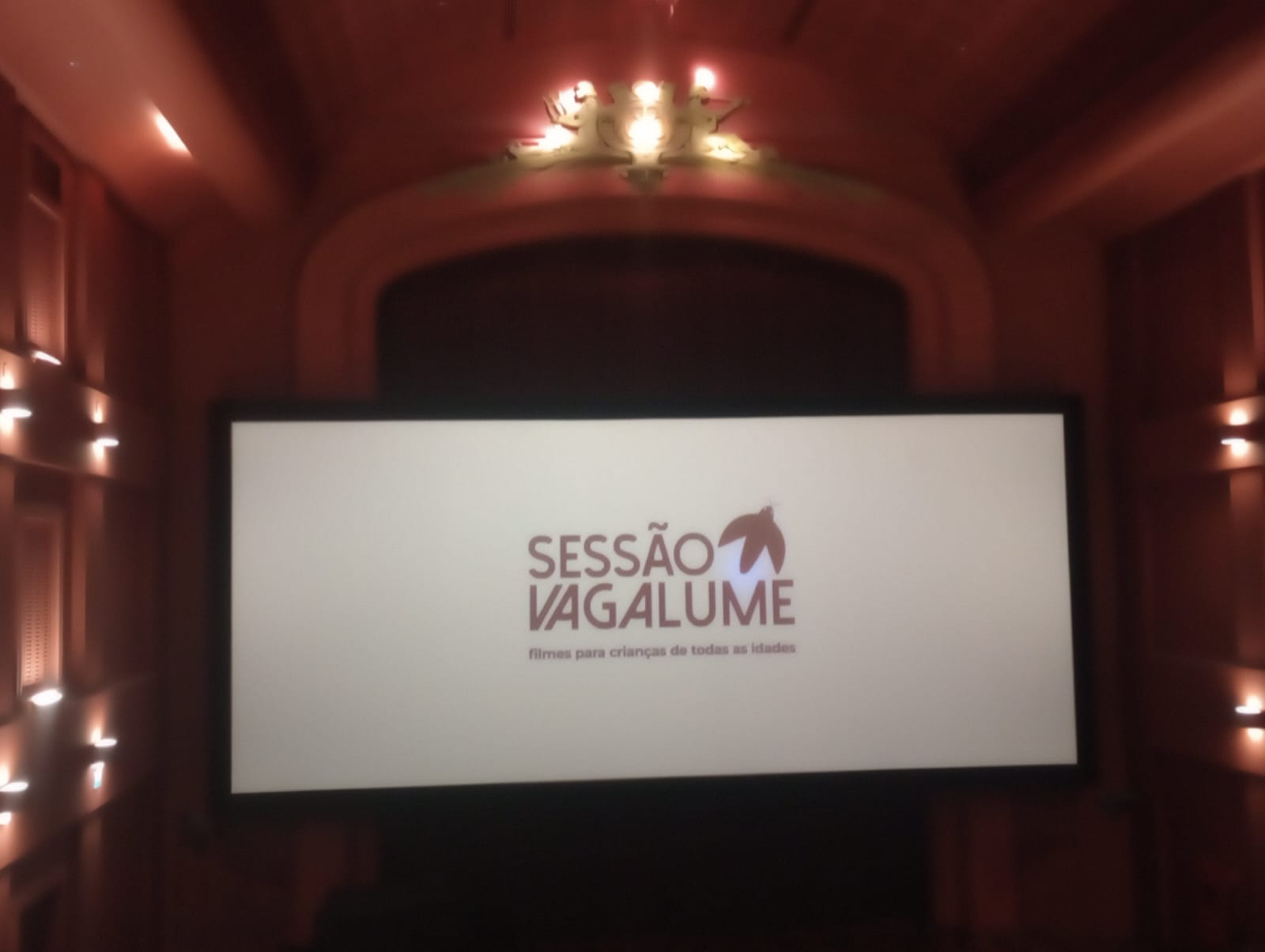
Tela da sala de cinema do Capitólio

O prédio da Cinemateca Capitólio ocupa uma área construída de 1 730 metros quadrados, edificada em quatro andares e um subsolo. O subsolo é destinado à casa de máquinas e uma área técnica do prédio. No térreo, estão localizados o saguão de entrada, a bilheteria, a sala de cinema, a sala de exposições e museu, além dos banheiros e a recepção do acervo. O segundo pavimento abriga o acervo audiovisual, uma copa para funcionários, uma loja e banheiros. O terceiro pavimento é dedicado à biblioteca e ao acervo de documentos, fundamentais para a preservação do patrimônio cultural, além da área administrativa, uma sala multimídia, uma sala de tratamento técnico dos filmes e a cabine de projeção, onde são conduzidas as exibições cinematográficas. Já o quarto e último pavimento é reservado à área administrativa, ao acesso interno ao acervo, ao sistema de ar condicionado e à área de armazenamento de obras audiovisuais. A sala de cinema é uma sala estádio, com capacidade para 164 pessoas e sessões permanentes realizadas de terça a domingo.

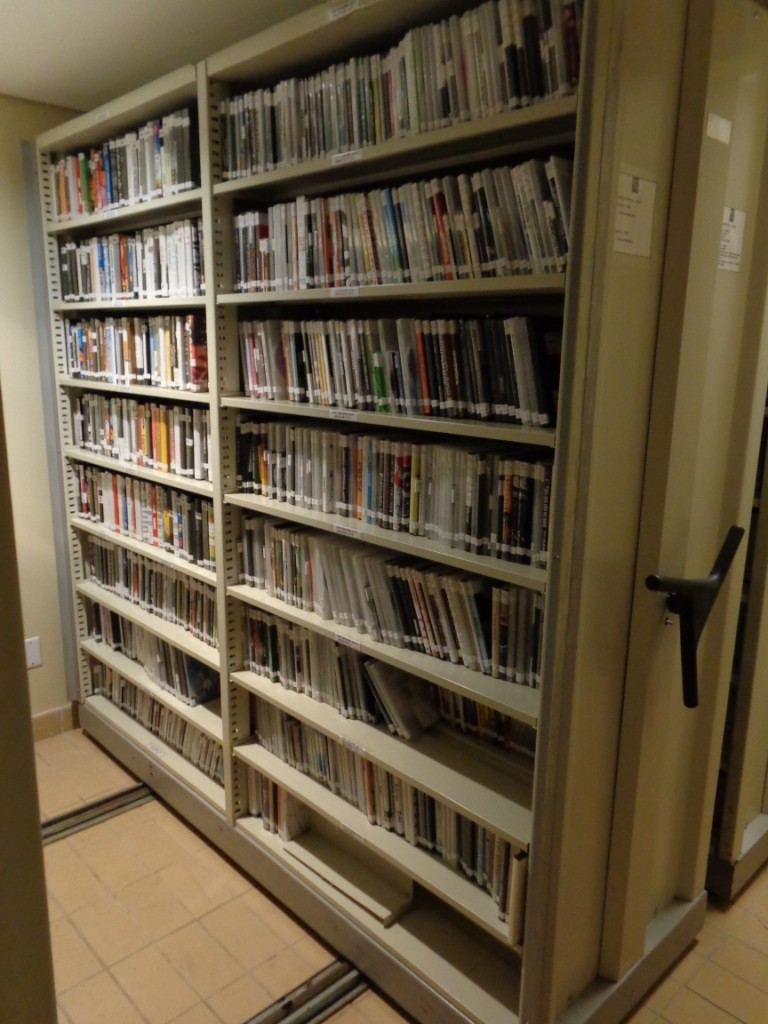
Acervo de filmes

O edifício também abriga o Centro de Documentação e Memória, além de uma biblioteca com um vasto acervo composto por livros, jornais, folhetos, catálogos e trabalhos acadêmicos sobre cinema. Um dos destaques é a coleção dedicada ao tradicional Festival de Gramado que inclui materiais como cartazes de filmes, fotografias e equipamentos de produção audiovisual. Além disso, a Cinemateca oferece concertos e sessões com trilhas sonoras executadas ao vivo, ampliando sua programação cultural e consolidando-se como um espaço completo para a preservação e a celebração da memória cinematográfica.